# Leichtathletik-Europameisterschaften 1974/Medaillenspiegel
Dies ist der Medaillenspiegel der Leichtathletik-Europameisterschaften 1974, welche vom 1. bis zum 8. September im italienischen Rom ausgetragen wurden. Bei identischer Medaillenbilanz sind die Länder auf dem gleichen Rang geführt und alphabetisch geordnet.
| Medaillenspiegel | Medaillenspiegel | Medaillenspiegel | Medaillenspiegel | Medaillenspiegel | Medaillenspiegel |
| Platz            | Land             | Gold             | Silber           | Bronze           | Gesamt           |
| ---------------- | ---------------- | ---------------- | ---------------- | ---------------- | ---------------- |
| 1                | DDR              | 10               | 12               | 5                | 27               |
| 2                | UdSSR            | 9                | 3                | 5                | 17               |
| 3                | Großbritannien   | 4                | 3                | 4                | 11               |
| 4                | Polen            | 4                | 2                | 4                | 10               |
| 5                | Finnland         | 4                | 1                | 4                | 9                |
| 6                | Frankreich       | 2                | 2                | 1                | 5                |
| 7                | BR Deutschland   | 1                | 5                | 6                | 12               |
| 8                | Italien          | 1                | 2                | 2                | 5                |
| 9                | Jugoslawien      | 1                | 1                | 1                | 3                |
| 10               | Bulgarien        | 1                | 1                | –                | 2                |
| 10               | Dänemark         | 1                | 1                | –                | 2                |
| 12               | Ungarn           | 1                | –                | –                | 1                |
| 13               | Tschechoslowakei | –                | 3                | 2                | 5                |
| 14               | Rumänien         | –                | 2                | 1                | 3                |
| 15               | Schweden         | –                | 1                | 1                | 2                |
| 16               | Norwegen         | –                | –                | 2                | 2                |
| 17               | Belgien          | –                | –                | 1                | 1                |
| Gesamt           | Gesamt           | 39               | 39               | 39               | 117              |